# Harry Keller
Pour les articles homonymes, voir Keller.
Harry Keller est un réalisateur, producteur et monteur américain, né le 22 février 1913 à Los Angeles (Californie) et mort dans la même ville le 19 janvier 1987.

## Biographie
Débutant au cinéma en 1936 comme producteur, il devient monteur dès 1939. Il entame sa carrière de réalisateur à la Republic Pictures, puis dans les années 1950, il passe à Universal. À partir de 1960, il se détache de la mise en scène et revient à la production et au montage.
Selon Jean Tulard, il excelle à décrire des voyages ou des poursuites où s'affrontrent des hommes de caractère (le ranger et son prisonnier dans Les Sept chemins du couchant ou les bandits encerclés par les Indiens dans Quantez, leur dernier repaire).

## Filmographie

### Réalisateur
- 1950 : The Blonde Bandit (en)
- 1950 : Tarnished
- 1951 : Fort Dodge Stampede (en)
- 1951 : Desert of Lost Men
- 1952 : Rose of Cimarron
- 1952 : Leadville Gunslinger
- 1952 : Black Hills Ambush
- 1952 : Thundering Caravans
- 1953 : Marshal of Cedar Rock
- 1953 : Savage Frontier
- 1953 : Bandits of the West
- 1953 : El Paso Stampede
- 1953 : Red River Shore
- 1954 : Phantom Stallion (it)
- 1957 : Quantez (Quantez, leur dernier repaire)
- 1958 : La Journée des violents (Day of the Bad Man)
- 1958 : Voice in the Mirror
- 1958 : Femmes devant le désir (The Female Animal)
- 1960 : Les Sept Chemins du couchant (Seven Ways from Sundown)
- 1961 : Les Lycéennes (Tammy Tell Me True)
- 1962 : Six Chevaux dans la plaine (Six Black Horses)
- 1964 : Le Retour d'Aladin (The Brass Bottle)
- 1968 : En pays ennemi (In Enemy Country)

### Monteur
- 1943 : Le Roi des cow-boys (King of the Cowboys) de Joseph Kane
- 1949 : Streets of San Francisco de George Blair
- 1951 : La Belle du Montana (Belle Le Grand) d'Allan Dwan